# Fimetariella minuta
Fimetariella minuta är en svampart som beskrevs av A.E. Bell & Mahoney 2005. Fimetariella minuta ingår i släktet Fimetariella och familjen Lasiosphaeriaceae.   Inga underarter finns listade i Catalogue of Life.